# Lista członków Trybunału Stanu
Lista członków Trybunału Stanu – lista osób, które zajmowały stanowisko sędziego Trybunału Stanu od 1982. Spis wymaga uzupełnienia o okres lat 1921–1939.
| Okres           | Przewodniczący                                              | Zastępcy przewodniczącego               | Pozostali członkowie i zastępcy członków |
| --------------- | ----------------------------------------------------------- | --------------------------------------- | --- |
| I (1982–1985)   | Włodzimierz Berutowicz                                      | Witold Lassota                          | Stanisław Antoszewski, Jerzy Bratoszewski, Andrzej Burda, Henryk Cieśluk, Andrzej Elbanowski, Henryk Groszyk, Henryk Kempisty, Stanisław Kotowski, Henryk Korotyński, Jan Kwakszyc, Kazimierz Lipiński, Jan Meysztowicz, Franciszek Mleczko, Kazimierz Modzelewski, Jan Pawlak, Wojciech Romanowski, Zbigniew Salwa, Stanisława Świderska, Bolesław Szlązak, Jerzy Topolski, Alfred Wawrzyniak, Jerzy Wróblewski Zastępcy członków: Stanisław Pawela, Stefan Rutkowski, Adolf Sobieraj, Stanisław Stolz, Bolesław Wójtowicz                      |
| II (1985–1989)  | Włodzimierz Berutowicz (1985–1987) Adam Łopatka (1987–1989) | Witold Lassota                          | Jerzy Bratoszewski, Henryk Cieśluk, Zbigniew Czajkowski, Andrzej Elbanowski, Tadeusz Kałasa, Stanisław Kotowski, Jan Kwakszyc, Janina Łęgowska, Jan Meysztowicz, Józef Mikos, Franciszek Mleczko, Jan Pawlak, Stanisław Pniewski, Maciej Poros, Wojciech Romanowski, Zbigniew Salwa, Jan Socha, Stanisława Świderska, Jerzy Topolski, Czesław Ura, Jerzy Wróblewski, Jan Zając Zastępcy członków: Henryk Kostrzewa, Adolf Sobieraj, Stanisław Stolz, Tadeusz Woźniczka, Maria Zakrzewska                                                         |
| III (1989–1991) | Adam Łopatka (1989–1990) Adam Strzembosz (1990–1991)        | Jan Olszewski                           | Józef Mikos, Stanisław Afenda, Karol Cebula, Zbigniew Czajkowski, Piotr Chojnacki, Maciej Dubois, Stanisław Estreich, Stanisław Fornalik, Elżbieta Gacek, Roman Jagieliński, Jerzy Jasiński, Andrzej Kalwas, Jerzy Kłoczowski, Leszek Kubicki, Jacek Kurczewski, Marek Kuryłowicz, Andrzej Płaza, Grzegorz Leopold Seidler, Janusz Sokołowski, Leon Taylor, Tadeusz de Virion, Stanisław Żelichowski Zastępcy członków: Kazimierz Barczyk, Janina Łęgowska, Piotr Winczorek, Wiesław Zabłocki, Jerzy Zaniemojski                                 |
| IV (1991–1993)  | Adam Strzembosz                                             | Olgierd Baehr Jerzy Jasiński            | Andrzej Bąkowski, Maciej Bednarkiewicz, Janusz Chmiel, Teresa Dębowska-Romanowska, Janusz Dobrosz, Grzegorz Karziewicz, Mieczysław Korczak, Piotr Kryczka, Franciszek Marek, Stanisław Maurer, Tadeusz Mołdawa, Barbara Niemiec, Zbigniew Rokicki, Irena Zofia Romaszewska, Franciszek Ryszka, Władysław Siła-Nowicki, Tadeusz Szymczak, Hanna Świda-Ziemba, Piotr Winczorek, Wiesław Woda, Janusz Wojciechowski Zastępcy członków: Krzysztof Goźdź-Roszkowski, Edward Loryś, Stanisław Michalkiewicz, Emilia Pogonowska-Jucha, Wiesław Zabłocki |
| V (1993–1997)   | Adam Strzembosz                                             | Ryszard Kalisz Lech Krzysztof Paprzycki | Anna Bogucka-Skowrońska, Grzegorz Gapiński, Stanisław Gebethner, Wojciech Gryczewski, Wiesław Kamiński, Grzegorz Karziewicz, Ryszard Kochaniak, Jerzy Królak, Edward Loryś, Tadeusz Mołdawa, Emilia Pogonowska-Jucha, Franciszek Ryszka, Edward Rzepka, Feliks Siemieński, Eugeniusz Smoktunowicz, Wojciech Solarewicz, Marek Staszak, Maria Szyszkowska, Roman Tokarczyk, Tadeusz de Virion, Edward Wende Zastępcy członków: Halina Bortnowska, Krzysztof Czeszejko-Sochacki, Wojciech Geyer, Jan Kaczmarek, Edmund Kozłowski                   |
| VI (1997–2001)  | Adam Strzembosz (1997–1998) Lech Gardocki (1998–2001)       | Marian Filar Edward Rzepka              | Andrzej Bąkowski, Maciej Bednarkiewicz, Tadeusz Bielecki, Jerzy Chmura, Zbigniew Cichoń, Krystyna Gaczek, Wiesław Kamiński, Elżbieta Markowicz, Stanisław Mikke, Włodzimierz Nykiel, Walerian Piotrowski, Jerzy Pomin, Andrzej Sandomierski, Ludwik Turko, Tadeusz de Virion, Jerzy Weinberger |
| VII (2001–2005) | Lech Gardocki                                               | Jacek Majchrowski Ryszard Skubisz       | Ryszard Bender, Stanisław Estreich, Wojciech Geyer, Andrzej Kalwas (2001–2004), Tadeusz Kilian, Artur Korobowicz, Janusz Niedziela (2002–2005), Andrzej Sandomierski, Andrzej Sokala (2003–2005), Jan Szyszko, Krzysztof Śmieja (2003–2005), Krzysztof Śniegocki, Wojciech Tomczyk, Tadeusz de Virion, Edward Wende (2001–2002), Mariusz Zakręt, Eleonora Zielińska (2004–2005), Róża Żarska |

## Skład Trybunału Stanu kadencji w latach 2005–2007
| Funkcja                   | Nazwisko            | Czas pełnienia funkcji | Czas pełnienia funkcji | Nominacja                     | Nominacja                                    |
| Funkcja                   | Nazwisko            | Od                     | Do                     | Nominacja                     | Nominacja                                    |
| ------------------------- | ------------------- | ---------------------- | ---------------------- | ----------------------------- | -------------------------------------------- |
| Przewodniczący            | Lech Gardocki       | 3 listopada 2005(dts)  | 14 listopada 2007(dts) |                               | Zgromadzenie Ogólne Sędziów Sądu Najwyższego |
| Zastępca przewodniczącego | Jan Olszewski       | 3 listopada 2005(dts)  | 10 kwietnia 2006(dts)  |                               | KP Prawo i Sprawiedliwość                    |
| Zastępca przewodniczącego | Stanisław Owczarek  | 3 listopada 2005(dts)  | 19 maja 2006(dts)      |                               | KP Platforma Obywatelska                     |
| Członek                   | Lech Adamczyk       | 3 listopada 2005(dts)  | 14 listopada 2007(dts) | KP Platforma Obywatelska      |                                              |
| Członek                   | Andrzej Buczkowski  | 3 listopada 2005(dts)  | 14 listopada 2007(dts) | KP Platforma Obywatelska      |                                              |
| Członek                   | Zbigniew Cichoń     | 3 listopada 2005(dts)  | 14 listopada 2007(dts) |                               | KP Prawo i Sprawiedliwość                    |
| Członek                   | Henryk Dzido        | 3 listopada 2005(dts)  | 14 listopada 2007(dts) |                               | KP Samoobrona                                |
| Członek                   | Andrzej Grabiński   | 3 listopada 2005(dts)  | 14 listopada 2007(dts) |                               | KP Prawo i Sprawiedliwość                    |
| Członek                   | Ewa Gruza           | 3 listopada 2005(dts)  | 14 listopada 2007(dts) | KP Prawo i Sprawiedliwość     |                                              |
| Członek                   | Jan Jackowski       | 3 listopada 2005(dts)  | 14 listopada 2007(dts) |                               | KP Liga Polskich Rodzin                      |
| Członek                   | Jan Jackowski       | 3 listopada 2005(dts)  | 14 listopada 2007(dts) | KP Polskie Stronnictwo Ludowe |                                              |
| Członek                   | Dariusz Kijowski    | 3 listopada 2005(dts)  | 14 listopada 2007(dts) |                               | KP Platforma Obywatelska                     |
| Członek                   | Sylweriusz Królak   | 3 listopada 2005(dts)  | 14 listopada 2007(dts) |                               | KP Sojusz Lewicy Demokratycznej              |
| Członek                   | Michał Lizak        | 3 listopada 2005(dts)  | 14 listopada 2007(dts) |                               | KP Liga Polskich Rodzin                      |
| Członek                   | Michał Lizak        | 3 listopada 2005(dts)  | 14 listopada 2007(dts) | KP Polskie Stronnictwo Ludowe |                                              |
| Członek                   | Michał Lizak        | 3 listopada 2005(dts)  | 14 listopada 2007(dts) | KP Samoobrona                 |                                              |
| Członek                   | Jacek Majchrowski   | 3 listopada 2005(dts)  | 14 listopada 2007(dts) |                               | KP Sojusz Lewicy Demokratycznej              |
| Członek                   | Janusz Margasiński  | 3 listopada 2005(dts)  | 14 listopada 2007(dts) |                               | KP Prawo i Sprawiedliwość                    |
| Członek                   | Roman Nowosielski   | 3 listopada 2005(dts)  | 14 listopada 2007(dts) |                               | KP Platforma Obywatelska                     |
| Członek                   | Krzysztof Śmieja    | 3 listopada 2005(dts)  | 14 listopada 2007(dts) |                               | KP Prawo i Sprawiedliwość                    |
| Członek                   | Krzysztof Śniegocki | 3 listopada 2005(dts)  | 22 listopada 2006(dts) |                               | KP Liga Polskich Rodzin                      |
| Członek                   | Krzysztof Śniegocki | 3 listopada 2005(dts)  | 22 listopada 2006(dts) | KP Polskie Stronnictwo Ludowe |                                              |
| Członek                   | Krzysztof Śniegocki | 3 listopada 2005(dts)  | 22 listopada 2006(dts) | KP Prawo i Sprawiedliwość     |                                              |
| Członek                   | Róża Żarska         | 3 listopada 2005(dts)  | 29 czerwca 2007(dts)   |                               | KP Samoobrona                                |
| Zastępca przewodniczącego | Kazimierz Barczyk   | 14 lipca 2006(dts)     | 14 listopada 2007(dts) |                               | KP Platforma Obywatelska                     |
| Zastępca przewodniczącego | Jarema Trzebiński   | 14 lipca 2006(dts)     | 14 listopada 2007(dts) |                               | KP Prawo i Sprawiedliwość                    |
| Członek                   | Andrzej Szwarc      | 12 stycznia 2007(dts)  | 14 listopada 2007(dts) |                               | KP Platforma Obywatelska                     |
| Członek                   | Andrzej Szwarc      | 12 stycznia 2007(dts)  | 14 listopada 2007(dts) | KP Polskie Stronnictwo Ludowe |                                              |
| Członek                   | Andrzej Szwarc      | 12 stycznia 2007(dts)  | 14 listopada 2007(dts) | poseł niezrzeszony            |                                              |

## Skład Trybunału Stanu kadencji w latach 2007–2011
| Funkcja                   | Nazwisko                 | Czas pełnienia funkcji    | Czas pełnienia funkcji    | Nominacja                     | Nominacja                                    |
| Funkcja                   | Nazwisko                 | Od                        | Do                        | Nominacja                     | Nominacja                                    |
| ------------------------- | ------------------------ | ------------------------- | ------------------------- | ----------------------------- | -------------------------------------------- |
| Przewodniczący            | Lech Gardocki            | 14 listopada 2007(dts)    | 18 października 2010(dts) |                               | Zgromadzenie Ogólne Sędziów Sądu Najwyższego |
| Zastępca przewodniczącego | Andrzej Grabiński        | 14 listopada 2007(dts)    | 17 listopada 2011(dts)    |                               | KP Prawo i Sprawiedliwość                    |
| Zastępca przewodniczącego | Stanisław Rymar          | 14 listopada 2007(dts)    | 2 grudnia 2010(dts)       |                               | KP Platforma Obywatelska                     |
| Członek                   | Lech Adamczyk            | 14 listopada 2007(dts)    | 17 listopada 2011(dts)    | KP Platforma Obywatelska      |                                              |
| Członek                   | Kazimierz Barczyk        | 14 listopada 2007(dts)    | 17 listopada 2011(dts)    | KP Platforma Obywatelska      |                                              |
| Członek                   | Anna Bogucka-Skowrońska  | 14 listopada 2007(dts)    | 17 listopada 2011(dts)    | KP Platforma Obywatelska      |                                              |
| Członek                   | Andrzej Duda             | 14 listopada 2007(dts)    | 17 listopada 2011(dts)    |                               | KP Prawo i Sprawiedliwość                    |
| Członek                   | Ewa Gruza                | 14 listopada 2007(dts)    | 17 listopada 2011(dts)    | KP Prawo i Sprawiedliwość     |                                              |
| Członek                   | Dariusz Kijowski         | 14 listopada 2007(dts)    | 17 listopada 2011(dts)    |                               | KP Platforma Obywatelska                     |
| Członek                   | Sylweriusz Królak        | 14 listopada 2007(dts)    | 17 listopada 2011(dts)    |                               | KP Lewica i Demokraci                        |
| Członek                   | Jacek Majchrowski        | 14 listopada 2007(dts)    | 17 listopada 2011(dts)    | KP Lewica i Demokraci         |                                              |
| Członek                   | Janusz Margasiński       | 14 listopada 2007(dts)    | 17 listopada 2011(dts)    |                               | KP Prawo i Sprawiedliwość                    |
| Członek                   | Józef Medyk              | 14 listopada 2007(dts)    | 17 listopada 2011(dts)    |                               | KP Platforma Obywatelska                     |
| Członek                   | Roman Nowosielski        | 14 listopada 2007(dts)    | 17 listopada 2011(dts)    | KP Platforma Obywatelska      |                                              |
| Członek                   | Krystyna Pawłowicz       | 14 listopada 2007(dts)    | 17 listopada 2011(dts)    |                               | KP Prawo i Sprawiedliwość                    |
| Członek                   | Andrzej Szwarc           | 14 listopada 2007(dts)    | 17 listopada 2011(dts)    |                               | KP Platforma Obywatelska                     |
| Członek                   | Andrzej Szwarc           | 14 listopada 2007(dts)    | 17 listopada 2011(dts)    | KP Polskie Stronnictwo Ludowe |                                              |
| Członek                   | Krzysztof Śmieja         | 14 listopada 2007(dts)    | 17 listopada 2011(dts)    |                               | KP Prawo i Sprawiedliwość                    |
| Członek                   | Jarema Trzebiński        | 14 listopada 2007(dts)    | 17 listopada 2011(dts)    | KP Prawo i Sprawiedliwość     |                                              |
| Członek                   | Andrzej Wosiński         | 14 listopada 2007(dts)    | 17 listopada 2011(dts)    |                               | KP Platforma Obywatelska                     |
| Przewodniczący            | Stanisław Dąbrowski      | 19 października 2010(dts) | 17 listopada 2011(dts)    |                               | Zgromadzenie Ogólne Sędziów Sądu Najwyższego |
| Zastępca przewodniczącego | Jolanta Zajdel-Sarnowicz | 5 stycznia 2011(dts)      | 17 listopada 2011(dts)    |                               | KP Platforma Obywatelska                     |

## Skład Trybunału Stanu kadencji w latach 2011–2015
| Funkcja                   | Nazwisko                  | Czas pełnienia funkcji | Czas pełnienia funkcji    | Nominacja                       | Nominacja                                    |
| Funkcja                   | Nazwisko                  | Od                     | Do                        | Nominacja                       | Nominacja                                    |
| ------------------------- | ------------------------- | ---------------------- | ------------------------- | ------------------------------- | -------------------------------------------- |
| Przewodniczący            | Stanisław Dąbrowski       | 17 listopada 2011(dts) | 9 stycznia 2014(dts)      |                                 | Zgromadzenie Ogólne Sędziów Sądu Najwyższego |
| Zastępca przewodniczącego | Józef Medyk               | 17 listopada 2011(dts) | 6 listopada 2012(dts)     |                                 | KP Platforma Obywatelska                     |
| Członek                   | Lech Adamczyk             | 17 listopada 2011(dts) | 18 listopada 2015(dts)    | KP Platforma Obywatelska        |                                              |
| Członek                   | Piotr Andrzejewski        | 17 listopada 2011(dts) | 18 listopada 2015(dts)    |                                 | KP Prawo i Sprawiedliwość                    |
| Członek                   | Kazimierz Barczyk         | 17 listopada 2011(dts) | 18 listopada 2015(dts)    |                                 | KP Platforma Obywatelska                     |
| Członek                   | Anna Bogucka-Skowrońska   | 17 listopada 2011(dts) | 18 listopada 2015(dts)    | KP Platforma Obywatelska        |                                              |
| Członek                   | Grzegorz Górski           | 17 listopada 2011(dts) | 13 października 2014(dts) |                                 | KP Prawo i Sprawiedliwość                    |
| Członek                   | Paweł Janda               | 17 listopada 2011(dts) | 18 listopada 2015(dts)    |                                 | KP Platforma Obywatelska                     |
| Członek                   | Paweł Janda               | 17 listopada 2011(dts) | 18 listopada 2015(dts)    | KP Polskie Stronnictwo Ludowe   |                                              |
| Członek                   | Dariusz Kijowski          | 17 listopada 2011(dts) | 18 listopada 2015(dts)    |                                 | KP Platforma Obywatelska                     |
| Członek                   | Sylweriusz Królak         | 17 listopada 2011(dts) | 18 listopada 2015(dts)    |                                 | KP Polskie Stronnictwo Ludowe                |
| Członek                   | Sylweriusz Królak         | 17 listopada 2011(dts) | 18 listopada 2015(dts)    | KP Sojusz Lewicy Demokratycznej |                                              |
| Członek                   | Janusz Łomża              | 17 listopada 2011(dts) | 18 listopada 2015(dts)    |                                 | KP Ruch Palikota                             |
| Członek                   | Mariusz Muszyński         | 17 listopada 2011(dts) | 18 listopada 2015(dts)    |                                 | KP Prawo i Sprawiedliwość                    |
| Członek                   | Romana Orlikowska-Wrońska | 17 listopada 2011(dts) | 18 listopada 2015(dts)    |                                 | KP Platforma Obywatelska                     |
| Członek                   | Paweł Śliwa               | 17 listopada 2011(dts) | 18 listopada 2015(dts)    |                                 | KP Polskie Stronnictwo Ludowe                |
| Członek                   | Paweł Śliwa               | 17 listopada 2011(dts) | 18 listopada 2015(dts)    | KP Solidarna Polska             |                                              |
| Członek                   | Andrzej Wosiński          | 17 listopada 2011(dts) | 18 listopada 2015(dts)    |                                 | KP Platforma Obywatelska                     |
| Członek                   | Jolanta Zajdel-Sarnowicz  | 17 listopada 2011(dts) | 18 listopada 2015(dts)    | KP Platforma Obywatelska        |                                              |
| Członek                   | Eleonora Zielińska        | 17 listopada 2011(dts) | 18 listopada 2015(dts)    |                                 | KP Ruch Palikota                             |
| Członek                   | Zbigniew Romaszewski      | 19 listopada 2011(dts) | 13 lutego 2014(dts)       |                                 | KP Prawo i Sprawiedliwość                    |
| Zastępca przewodniczącego | Andrzej Grabiński         | 1 grudnia 2011(dts)    | 18 listopada 2015(dts)    | KP Prawo i Sprawiedliwość       |                                              |
| Zastępca przewodniczącego | Jacek Dubois              | 14 grudnia 2012(dts)   | 18 listopada 2015(dts)    |                                 | KP Platforma Obywatelska                     |
| Członek                   | Lech Morawski             | 21 marca 2014(dts)     | 18 listopada 2015(dts)    |                                 | KP Prawo i Sprawiedliwość                    |
| Przewodniczący            | Małgorzata Gersdorf       | 30 kwietnia 2014(dts)  | 18 listopada 2015(dts)    |                                 | Zgromadzenie Ogólne Sędziów Sądu Najwyższego |

## Skład Trybunału Stanu kadencji w latach 2015–2019
| Funkcja                   | Nazwisko             | Czas pełnienia funkcji | Czas pełnienia funkcji | Nominacja                                                    | Nominacja                                    |
| Funkcja                   | Nazwisko             | Od                     | Do                     | Nominacja                                                    | Nominacja                                    |
| ------------------------- | -------------------- | ---------------------- | ---------------------- | ------------------------------------------------------------ | -------------------------------------------- |
| Przewodniczący            | Małgorzata Gersdorf  | 18 listopada 2015(dts) | 21 listopada 2019(dts) |                                                              | Zgromadzenie Ogólne Sędziów Sądu Najwyższego |
| Zastępca przewodniczącego | Jerzy Kozdroń        | 18 listopada 2015(dts) | 21 listopada 2019(dts) |                                                              | KP Platforma Obywatelska                     |
| Zastępca przewodniczącego | Mariusz Muszyński    | 18 listopada 2015(dts) | 10 lutego 2017(dts)    |                                                              | KP Prawo i Sprawiedliwość                    |
| Członek                   | Piotr Andrzejewski   | 18 listopada 2015(dts) | 21 listopada 2019(dts) | KP Prawo i Sprawiedliwość                                    |                                              |
| Członek                   | Kazimierz Barczyk    | 18 listopada 2015(dts) | 21 listopada 2019(dts) |                                                              | KP Platforma Obywatelska                     |
| Członek                   | Marek Czeszkiewicz   | 18 listopada 2015(dts) | 21 listopada 2019(dts) |                                                              | KP Prawo i Sprawiedliwość                    |
| Członek                   | Jacek Dubois         | 18 listopada 2015(dts) | 21 listopada 2019(dts) |                                                              | KP Platforma Obywatelska                     |
| Członek                   | Andrzej Kojro        | 18 listopada 2015(dts) | 21 listopada 2019(dts) |                                                              | KP Prawo i Sprawiedliwość                    |
| Członek                   | Robert Majka         | 18 listopada 2015(dts) | 20 listopada 2018(dts) |                                                              | KP Kukiz’15                                  |
| Członek                   | Maciej Miłosz        | 18 listopada 2015(dts) | 21 listopada 2019(dts) | KP Kukiz’15                                                  |                                              |
| Członek                   | Witold Pahl          | 18 listopada 2015(dts) | 21 listopada 2019(dts) |                                                              | KP Platforma Obywatelska                     |
| Członek                   | Andrzej Rościszewski | 18 listopada 2015(dts) | 16 sierpnia 2019(dts)  |                                                              | KP Prawo i Sprawiedliwość                    |
| Członek                   | Zbigniew Sieczkoś    | 18 listopada 2015(dts) | 21 listopada 2019(dts) | KP Prawo i Sprawiedliwość                                    |                                              |
| Członek                   | Rafał Sura           | 18 listopada 2015(dts) | 16 listopada 2016(dts) | KP Prawo i Sprawiedliwość                                    |                                              |
| Członek                   | Bogdan Szlachta      | 18 listopada 2015(dts) | 21 listopada 2019(dts) | KP Prawo i Sprawiedliwość                                    |                                              |
| Członek                   | Paweł Śliwa          | 18 listopada 2015(dts) | 21 listopada 2019(dts) | KP Prawo i Sprawiedliwość                                    |                                              |
| Członek                   | Jerzy Wierchowicz    | 18 listopada 2015(dts) | 21 listopada 2019(dts) |                                                              | KP Nowoczesna                                |
| Członek                   | Jerzy Wierchowicz    | 18 listopada 2015(dts) | 21 listopada 2019(dts) | KP Polskie Stronnictwo Ludowe                                |                                              |
| Członek                   | Jarosław Wyrembak    | 18 listopada 2015(dts) | 31 stycznia 2018(dts)  |                                                              | KP Prawo i Sprawiedliwość                    |
| Członek                   | Józef Zych           | 18 listopada 2015(dts) | 21 listopada 2019(dts) |                                                              | KP Nowoczesna                                |
| Członek                   | Józef Zych           | 18 listopada 2015(dts) | 21 listopada 2019(dts) | KP Polskie Stronnictwo Ludowe                                |                                              |
| Członek                   | Bogusław Banaszak    | 26 stycznia 2017(dts)  | 9 stycznia 2018(dts)   |                                                              | KP Prawo i Sprawiedliwość                    |
| Zastępca przewodniczącego | Andrzej Rogoyski     | 23 marca 2017(dts)     | 21 listopada 2019(dts) | KP Prawo i Sprawiedliwość                                    |                                              |
| Członek                   | Maciej Zaborowski    | 28 lutego 2018(dts)    | 21 listopada 2019(dts) | KP Prawo i Sprawiedliwość                                    |                                              |
| Członek                   | Czesław Kłak         | 22 marca 2018(dts)     | 21 listopada 2019(dts) | KP Prawo i Sprawiedliwość                                    |                                              |
| Członek                   | Maciej Prostko       | 17 stycznia 2019(dts)  | 21 listopada 2019(dts) |                                                              | KP Kukiz’15                                  |
| Członek                   | Maciej Prostko       | 17 stycznia 2019(dts)  | 21 listopada 2019(dts) | KP Polskie Stronnictwo Ludowe – Unia Europejskich Demokratów |                                              |

## Skład Trybunału Stanu kadencji w latach 2019–2023
| Funkcja                   | Nazwisko            | Czas pełnienia funkcji | Czas pełnienia funkcji | Nominacja                 | Nominacja                                    |
| Funkcja                   | Nazwisko            | Od                     | Do                     | Nominacja                 | Nominacja                                    |
| ------------------------- | ------------------- | ---------------------- | ---------------------- | ------------------------- | -------------------------------------------- |
| Przewodniczący            | Małgorzata Gersdorf | 21 listopada 2019(dts) | 30 kwietnia 2020(dts)  |                           | Zgromadzenie Ogólne Sędziów Sądu Najwyższego |
| Zastępca przewodniczącego | Piotr Andrzejewski  | 21 listopada 2019(dts) |                        |                           | KP Prawo i Sprawiedliwość                    |
| Zastępca przewodniczącego | Marek Chmaj         | 21 listopada 2019(dts) |                        |                           | KP Koalicja Obywatelska                      |
| Członek                   | Roman Budzinowski   | 21 listopada 2019(dts) |                        |                           | KP Koalicja Polska                           |
| Członek                   | Roman Budzinowski   | 21 listopada 2019(dts) | KP Lewica              |                           |                                              |
| Członek                   | Marek Czeszkiewicz  | 21 listopada 2019(dts) |                        |                           | KP Prawo i Sprawiedliwość                    |
| Członek                   | Jacek Dubois        | 21 listopada 2019(dts) |                        |                           | KP Koalicja Obywatelska                      |
| Członek                   | Sebastian Gajewski  | 21 listopada 2019(dts) |                        |                           | KP Lewica                                    |
| Członek                   | Zdzisław Gawlik     | 21 listopada 2019(dts) |                        |                           | KP Koalicja Obywatelska                      |
| Członek                   | Jan Jobs            | 21 listopada 2019(dts) |                        |                           | KP Lewica                                    |
| Członek                   | Piotr Jóźwiak       | 21 listopada 2019(dts) |                        |                           | KP Prawo i Sprawiedliwość                    |
| Członek                   | Czesław Kłak        | 21 listopada 2019(dts) |                        | KP Prawo i Sprawiedliwość |                                              |
| Członek                   | Andrzej Kojro       | 21 listopada 2019(dts) |                        | KP Prawo i Sprawiedliwość |                                              |
| Członek                   | Iwona Olejnik       | 21 listopada 2019(dts) |                        | KP Prawo i Sprawiedliwość |                                              |
| Członek                   | Witold Pahl         | 21 listopada 2019(dts) |                        |                           | KP Koalicja Obywatelska                      |
| Członek                   | Bogdan Szlachta     | 21 listopada 2019(dts) |                        |                           | KP Prawo i Sprawiedliwość                    |
| Członek                   | Paweł Śliwa         | 21 listopada 2019(dts) |                        | KP Prawo i Sprawiedliwość |                                              |
| Członek                   | Marcin Wawrzyniak   | 21 listopada 2019(dts) |                        | KP Prawo i Sprawiedliwość |                                              |
| Członek                   | Maciej Zaborowski   | 21 listopada 2019(dts) |                        | KP Prawo i Sprawiedliwość |                                              |
| Członek                   | Tomasz Zalasiński   | 21 listopada 2019(dts) |                        |                           | KP Koalicja Obywatelska                      |
| Przewodniczący            | Małgorzata Manowska | 26 maja 2020(dts)      |                        |                           | Zgromadzenie Ogólne Sędziów Sądu Najwyższego |